# Fußball-Bezirksliga Cottbus 1955
Die Fußball-Bezirksliga Cottbus 1955 war eine Übergangsrunde, die bei ihrer vierten Austragung vom Bezirksfachausschuss (BFA) Fußball Cottbus durchgeführt wurde. Durch den Einschub der II. DDR-Liga, blieb die Fußball-Bezirksliga Cottbus immer noch höchste Spielklasse im Bezirk Cottbus, aber nur noch vierthöchste im Ligasystem auf dem Gebiet des DS. Außerdem wurden die Fußball-Meisterschaften in der DDR nach sowjetischem Vorbild an das Kalenderjahr angeglichen. Um die Zeit zwischen dem Saisonende 1954/55 im Sommer 1955 und dem Beginn der Saison 1956 im Frühjahr zu überbrücken, wurde 1955 eine Überbrückungsrunde im Rundenturnier ohne Rückspiel ausgespielt. Die Teilnehmeranzahl wurde auf 15 Mannschaften durch den Abstieg von der BSG Chemie Weißwasser aus der DDR-Liga erhöht. Am Ende wurde die BSG Aktivist Welzow mit einem Punkt Vorsprung auf die BSG Fortschritt Cottbus Sieger in der Übergangsrunde, besaß jedoch keine Möglichkeit zum Aufstieg in die nächsthöhere Liga. Auch gab es keinen regulären Absteiger in die Bezirksklasse und keine Aufsteiger aus dieser zur kommenden Spielzeit. Einzig die BSG Empor Mitte Cottbus wurde nach der Saison in die Bezirksklasse zurückgestuft, weil es in der vorjährigen Bezirksliga-Relegation nachträgliche Entscheidungen gab, die Cottbus unberechtigt in die Bezirksliga aufsteigen ließ. Die kommende Spielzeit wurde dann mit 14 Mannschaften ausgetragen.

## Abschlusstabelle
| Pl. | Mannschaft                    | Sp. | S  | U | N  | Tore    | Quote | Punkte |
| --- | ----------------------------- | --- | -- | - | -- | ------- | ----- | ------ |
| 1.  | BSG Aktivist Welzow           | 14  | 10 | 2 | 2  | 043:170 | 2,53  | 22:60  |
| 2.  | BSG Fortschritt Cottbus (N)   | 14  | 10 | 1 | 3  | 048:280 | 1,71  | 21:70  |
| 3.  | BSG Chemie Schwarzheide       | 14  | 7  | 4 | 3  | 042:250 | 1,68  | 18:10  |
| 4.  | BSG Aktivist Senftenberg      | 14  | 8  | 1 | 5  | 029:180 | 1,61  | 17:11  |
| 5.  | BSG Aktivist Lauchhammer-West | 14  | 8  | 1 | 5  | 038:270 | 1,41  | 17:11  |
| 6.  | BSG Motor Lauchhammer-Ost     | 14  | 7  | 2 | 5  | 032:330 | 0,97  | 16:12  |
| 7.  | BSG Lokomotive Falkenberg (N) | 14  | 6  | 2 | 6  | 033:250 | 1,32  | 14:14  |
| 8.  | BSG Motor Finsterwalde-Süd    | 14  | 6  | 2 | 6  | 033:300 | 1,10  | 14:14  |
| 9.  | BSG Fortschritt Forst a       | 14  | 6  | 1 | 7  | 037:320 | 1,16  | 13:15  |
| 10. | BSG Aktivist Laubusch         | 14  | 6  | 1 | 7  | 022:350 | 0,63  | 13:15  |
| 11. | BSG Chemie Weißwasser (A)     | 14  | 4  | 3 | 7  | 021:270 | 0,78  | 11:17  |
| 12. | BSG Einheit Spremberg (N)     | 14  | 4  | 2 | 8  | 027:430 | 0,63  | 10:18  |
| 13. | BSG Empor Mitte Cottbus b     | 14  | 4  | 1 | 9  | 032:540 | 0,59  | 09:19  |
| 14. | BSG Fortschritt Guben         | 14  | 3  | 2 | 9  | 024:430 | 0,56  | 08:20  |
| 15. | BSG Einheit Hoyerswerda       | 14  | 3  | 1 | 10 | 017:410 | 0,41  | 07:21  |

| (A) Absteiger aus der DDR-Liga 1954/55       |
| (N) Aufsteiger aus der Bezirksklasse 1954/55 |

## Kreuztabelle
Die Kreuztabelle stellt die Ergebnisse aller Spiele dieser Saison dar. Die Heimmannschaft ist in der linken Spalte aufgelistet und die Gastmannschaft in der obersten Reihe.
| Bezirksliga Cottbus 28. August 1955 – 18. Dezember 1955 | Bezirksliga Cottbus 28. August 1955 – 18. Dezember 1955 | BSG Aktivist Welzow | BSG Fortschritt Cottbus | BSG Chemie Schwarzheide | SFB | LH  | BSG Motor Lauchhammer-Ost | BSG Lokomotive Falkenberg | BSG Motor Finsterwalde-Süd | BSG Fortschritt Forst | BSG Aktivist Laubusch | BSG Chemie Weißwasser | SPB | BSG Empor Mitte Cottbus | BSG Fortschritt Guben | HY  |
| ------------------------------------------------------- | ------------------------------------------------------- | ------------------- | ----------------------- | ----------------------- | --- | --- | ------------------------- | ------------------------- | -------------------------- | --------------------- | --------------------- | --------------------- | --- | ----------------------- | --------------------- | --- |
| 01.                                                     | BSG Aktivist Welzow                                     |                     | 3:0                     | –                       | 2:0 | –   | 4:2                       | –                         | 3:0                        | –                     | 5:0                   | –                     | 4:2 | 7:2                     | –                     | –   |
| 02.                                                     | BSG Fortschritt Cottbus                                 | –                   |                         | 2:2                     | –   | 4:1 | –                         | –                         | 4:3                        | 4:3                   | 7:2                   | –                     | –   | 4:1                     | –                     | 5:2 |
| 03.                                                     | BSG Chemie Schwarzheide                                 | 1:1                 | –                       |                         | 6:0 | 4:2 | 1:5                       | –                         | –                          | –                     | –                     | –                     | –   | 7:3                     | 4:1                   | 5:2 |
| 04.                                                     | BSG Aktivist Senftenberg                                | –                   | 2:0                     | –                       |     | 2:1 | –                         | –                         | 1:2                        | 6:2                   | 0:1                   | –                     | –   | 6:1                     | 3:0                   | –   |
| 05.                                                     | BSG Aktivist Lauchhammer-West                           | 1:3                 | –                       | –                       | –   |     | –                         | –                         | –                          | 3:1                   | –                     | 3:2                   | 9:1 | 5:1                     | 4:2                   | 2:0 |
| 06.                                                     | BSG Motor Lauchhammer-Ost                               | –                   | 0:6                     | –                       | 0:2 | 2:2 |                           | –                         | –                          | –                     | –                     | 1:0                   | 6:2 | 3:2                     | 5:3                   | –   |
| 07.                                                     | BSG Lokomotive Falkenberg                               | 1:2                 | 7:2                     | 2:1                     | 2:1 | 1:2 | 3:1                       |                           | –                          | 1:0                   | –                     | –                     | –   | –                       | –                     | –   |
| 08.                                                     | BSG Motor Finsterwalde-Süd                              | –                   | –                       | 2:2                     | –   | 2:3 | 4:1                       | 2:1                       |                            | 1:3                   | 1:2                   | –                     | –   | –                       | –                     | 2:1 |
| 09.                                                     | BSG Fortschritt Forst                                   | 4:3                 | –                       | 3:1                     | –   | –   | 2:3                       | –                         | –                          |                       | 2:3                   | 3:0                   | –   | –                       | 3:1                   | 6:0 |
| 10.                                                     | BSG Aktivist Laubusch                                   | –                   | –                       | 2:2                     | –   | 2:0 | 1:2                       | 3:2                       | –                          | –                     |                       | 3:2                   | 0:5 | 2:3                     | –                     | –   |
| 11.                                                     | BSG Chemie Weißwasser                                   | 2:1                 | 1:2                     | 0:3                     | 1:1 | –   | –                         | 1:1                       | 1:5                        | –                     | –                     |                       | 2:2 | –                       | –                     | –   |
| 12.                                                     | BSG Einheit Spremberg                                   | –                   | 1:4                     | 0:3                     | 0:1 | –   | –                         | 2:1                       | 3:3                        | 4:3                   | –                     | –                     |     | –                       | –                     | 1:2 |
| 13.                                                     | BSG Empor Mitte Cottbus                                 | –                   | –                       | –                       | –   | –   | –                         | 6:3                       | 5:2                        | 2:2                   | –                     | 1:3                   | 1:3 |                         | 3:7                   | 1:0 |
| 14.                                                     | BSG Fortschritt Guben                                   | 2:2                 | 0:4                     | –                       | –   | –   | –                         | 1:1                       | 0:4                        | –                     | 2:0                   | 0:4                   | 4:1 | –                       |                       | –   |
| 15.                                                     | BSG Einheit Hoyerswerda                                 | 0:3                 | –                       | –                       | 0:4 | –   | 1:1                       | 1:7                       | –                          | –                     | 2:1                   | 1:2                   | –   | –                       | 5:1                   |     |